# Anthrenini
Anthrenini — триба жуків родини шкіроїдових (Dermestidae). В Anthrenini є щонайменше 100 описаних видів.

## Роди
- Anthrenus Geoffroy, 1762
- Dermeanthrenus Háva, 2008